# Édit de Nantes
Lire en ligne

Texte sur Wikisource

L'édit de Nantes est un édit de tolérance promulgué en avril 1598 par le roi de France Henri IV, pour mettre fin aux guerres de Religion qui ravageaient le royaume de France depuis 1562, et particulièrement à la huitième guerre, commencée en 1585.
Cet édit accorde aux protestants des droits religieux, civils et politiques dans certaines parties du royaume et, dans des annexes appelées « brevets », leur concédait un certain nombre de lieux de refuge, dont une soixantaine de places de sûreté et leur garantissait le versement par le trésor royal d'un subside annuel.
La première version de l'édit, effectivement signée et scellée à Nantes, est perdue et n'est plus connue que par une copie conservée à la Bibliothèque de Genève. C'est donc la seconde version, probablement rédigée plus tard, mais toujours datée d'avril 1598, qui constitue le texte authentique adressé aux parlements pour enregistrement.
L'édit de Nantes a été révoqué par Louis XIV en octobre 1685 (édit de Fontainebleau), mais son application avait déjà subi des restrictions, d'abord sous Louis XIII, à la suite de la crise de 1627-1629 marquée par le siège de La Rochelle et conclue par la paix d'Alès puis sous Louis XIV, en raison de la politique de conversion des protestants menée à partir de 1661.

## Contexte

### Les précédents édits de pacification
L'édit de Nantes, dont le but est de clore en France la période troublée des guerres de Religion, n'est pas le premier texte de ce type. À la suite des troubles constatés depuis l'introduction de la Réforme dans les années 1520, Charles IX signe le 17 janvier 1562 l'édit de Saint-Germain (ou édit de Janvier) qui accorde la liberté de culte aux protestants dans les faubourgs des villes. Mais le 1er mars 1562, des protestants sont massacrés parce qu'ils célèbrent leur culte dans une ville (Wassy), ce qui déclenche la première guerre de Religion. Celle-ci s'achève par la Paix d'Amboise qui réserve la liberté de culte aux protestants nobles.
On peut également noter la paix de Saint-Germain (8 août 1570), à la fin de la troisième guerre de Religion, qui accorde aux protestants la liberté de conscience, la liberté de culte et quatre places fortes : La Rochelle, Cognac, Montauban et La Charité-sur-Loire.
Le 6 mai 1576, Henri III signe l'édit de Beaulieu pour mettre fin à la cinquième guerre de Religion, mais il n'a pas été correctement appliqué, de sorte que les hostilités reprennent en mai 1577.
Ce qui fait la différence entre ces textes et l'édit de Nantes, c'est que celui-ci a été réellement appliqué grâce à l'autorité qu'Henri IV avait réussi à conquérir au cours de la huitième guerre de Religion.

### La huitième guerre de Religion (1585-1598)
Celle-ci a été particulièrement longue et acharnée parce qu'au milieu des années 1580, il est apparu clairement qu'Henri III n'aurait pas d'enfant, et que par conséquent son successeur (selon la loi salique) serait Henri de Navarre, chef du parti protestant. Aussi, les catholiques les plus extrêmes formèrent un parti, la Ligue catholique, dirigée par le duc Henri de Guise, qui prônait, entre autres, le régicide et l'alliance avec les puissances catholiques, notamment l'Espagne.
Henri de Guise ayant été assassiné en 1588 sur l'ordre d'Henri III, celui-ci fut à son tour assassiné en 1589 par Jacques Clément, un moine ligueur. Henri de Navarre dut alors s'engager dans la conquête de son royaume, à quoi il parvint par ses succès militaires, mais aussi par sa conversion au catholicisme en 1593 et par son sacre à Chartres en février 1594. Il obtint alors progressivement le ralliement des grandes villes du royaume.
À la fin de l'année 1597, il ne restait à la Ligue que la Bretagne, notamment la ville de Nantes, tenue par le gouverneur de la province, Philippe-Emmanuel de Lorraine, duc de Mercœur et de Penthièvre, marquis de Nomeny, baron d'Ancenis, un des principaux chefs ligueurs. Mais la France était aussi en guerre contre l'Espagne, alliée de la Ligue.

### Les opérations militaires et les négociations de 1597-1598

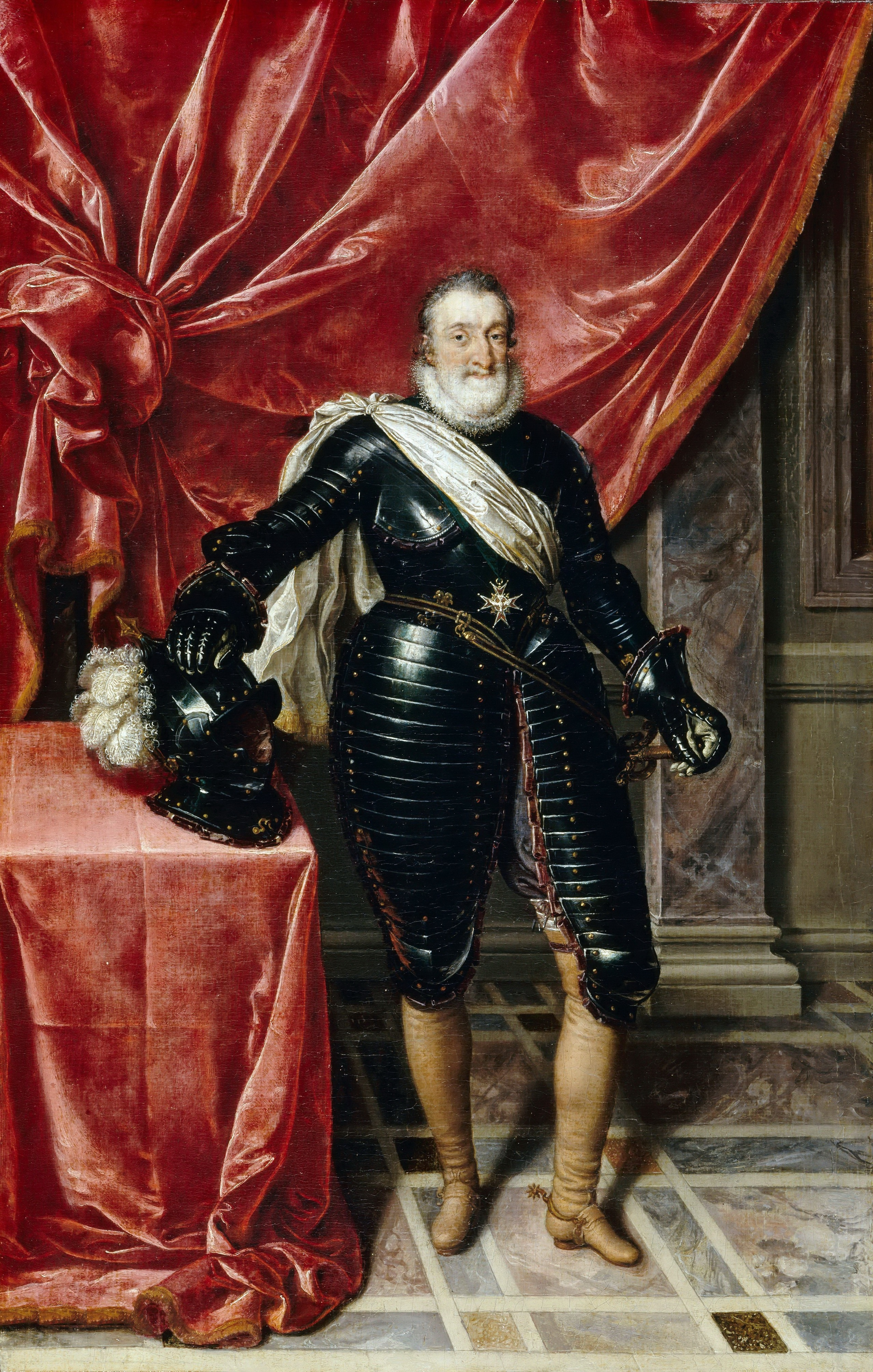
Henri IV par Frans Pourbus le Jeune.

En 1597, la ville d'Amiens est reprise aux Espagnols. Henri IV peut tourner toutes ses forces vers le dernier bastion de la Ligue. La situation du duc de Mercœur n'est plus tenable face à un roi qui contrôle presque tout le royaume.
Dans les premiers jours de 1598, le roi se met en chemin en suivant la vallée de la Loire. Des milliers de soldats convergent vers l'Anjou et Angers devient une ville de garnison. Le sieur de La Rochepot, gouverneur de la place, organise avec la population et les édiles locaux l'accueil et le séjour du roi de France, du 7 mars au 12 avril 1598. C'est peut-être à ce moment qu'a commencé la rédaction du futur édit de Nantes.
Arrivé à Angers, Henri IV multiplie les gestes symboliques pour rallier les catholiques favorables à la Ligue. Il se rend à la cathédrale pour entendre la messe. Il reçoit à genoux, à l'entrée de l'église, la bénédiction de l'évêque. Quelques jours après, il suit la procession des Rameaux, une palme à la main et son collier de l'ordre du Saint-Esprit sur les épaules. Il lave les pieds de treize pauvres au palais épiscopal, touche les malades des écrouelles sur le parvis de la cathédrale suivant la tradition royale. Enfin il pose la première pierre du couvent des Capucins.
Une partie de la Bretagne se soulève contre son gouverneur et Mercœur perd plusieurs places fortes qui rallient le roi de France, notamment Dinan, où la population, secourue par les Malouins, crie « Vive le Roi », « Vive la liberté publique ».
Le duc de Mercœur délègue alors auprès du roi sa femme, Marie de Luxembourg, accompagnée de ses représentants, afin de négocier sa soumission. Henri IV refuse d'accueillir la duchesse de Mercœur à Angers. Elle est refoulée aux Ponts-de-Cé, faubourg situé sur la Loire au sud de la ville. Néanmoins elle rencontre la maîtresse du roi, Gabrielle d'Estrées. Les deux femmes se mettent d'accord pour un mariage entre la fille unique des Mercœur, Françoise, avec César de Vendôme, fils naturel du roi et de Gabrielle d'Estrées. Après cette entrevue, Henri IV se laisse convaincre par sa maîtresse et accepte enfin de recevoir à Angers la duchesse de Mercœur, ainsi que les délégués envoyés par son mari.
Un accord est signé avec les émissaires de Mercœur le 20 mars : ce marché permet à Philippe-Emmanuel de Lorraine, duc de Mercœur, d'obtenir l'oubli de sa rébellion et de conserver l'intégralité de ses biens à l'exception du gouvernement de Bretagne moyennant une importante indemnité (on parle de 2 millions de livres sur les 30 millions utilisés pour le rachat des Ligueurs) ; il doit de plus consentir au mariage de sa fille unique héritière des titres et biens de Penthièvre, à César de Vendôme.
Le 28 mars, le duc de Mercœur rencontre Henri IV à Briollay, chez le duc de Rohan avec lequel le roi aime chasser. Mercœur se jette aux pieds du roi et jure de lui être fidèle. Duplessis-Mornay, ami fidèle d'Henri IV assiste à cette manœuvre de Mercœur. Le roi n'est pas dupe, mais il accepte cette soumission de bonne grâce. Il est vrai que Mercœur possède encore des forces militaires, notamment 2 000 Espagnols stationnés au Pellerin le long de la Loire en aval de Nantes, et de 5 000 autres sur le Blavet, sous le commandement Don Juan d'Aguila.

### Edit de pacification ou paix de Véretz?
Henri IV quitte alors Angers pour Nantes le 12 avril 1598, laissant son grand conseil au couvent des Jacobins d'Angers mettre la dernière main à la rédaction de l'édit qui sera signé à Nantes dont le nom officiel à l'époque est « édit de pacification ». Une autre version place le lieu de rédaction de l'édit de Nantes au château de Véretz, non loin de Chenonceaux.
En janvier 1598, Henri IV se rendant à Nantes par les bords de la Loire et du Cher avait en effet été reçu, avec Gabrielle d'Estrées, au château de Chenonceau par Louise de Vaudemont, veuve d'Henri III et sœur de Philippe-Emmanuel de Lorraine. Il semblerait que ce soit là que le roi posa les bases de l'édit et qu'il aurait chargé deux juristes d'en arrêter la formulation d'une manière qui pût satisfaire à la fois les catholiques et les protestants : il choisit Pierre Forget de Fresnes, baron de Véretz, et Daniel Chamier, pasteur, député du Dauphiné et ministre du roi, tous deux réputés pour leur prudence consommée et jouissant chacun de la confiance de leurs partis. Les deux hommes se retrouvèrent au château de Véretz, à quelques kilomètres, face au château de la Bourdaisière fief de la famille de Gabrielle d'Estrées, où elle était née et où résidait Georges Babou de la Bourdaisière, son oncle. Une fois l'édit rédigé et relu, le texte fut signé conjointement par Pierre Forget et Daniel Chamier comme l'atteste le registre paroissial de Véretz et Pierre Forget offrit une nouvelle cloche à l'église qui fut baptisée le 2 août 1598 et dont l'acte porte en marge : « l'année que la paix fut signée au chasteau dudict Veretz ».

## L'édit de pacification

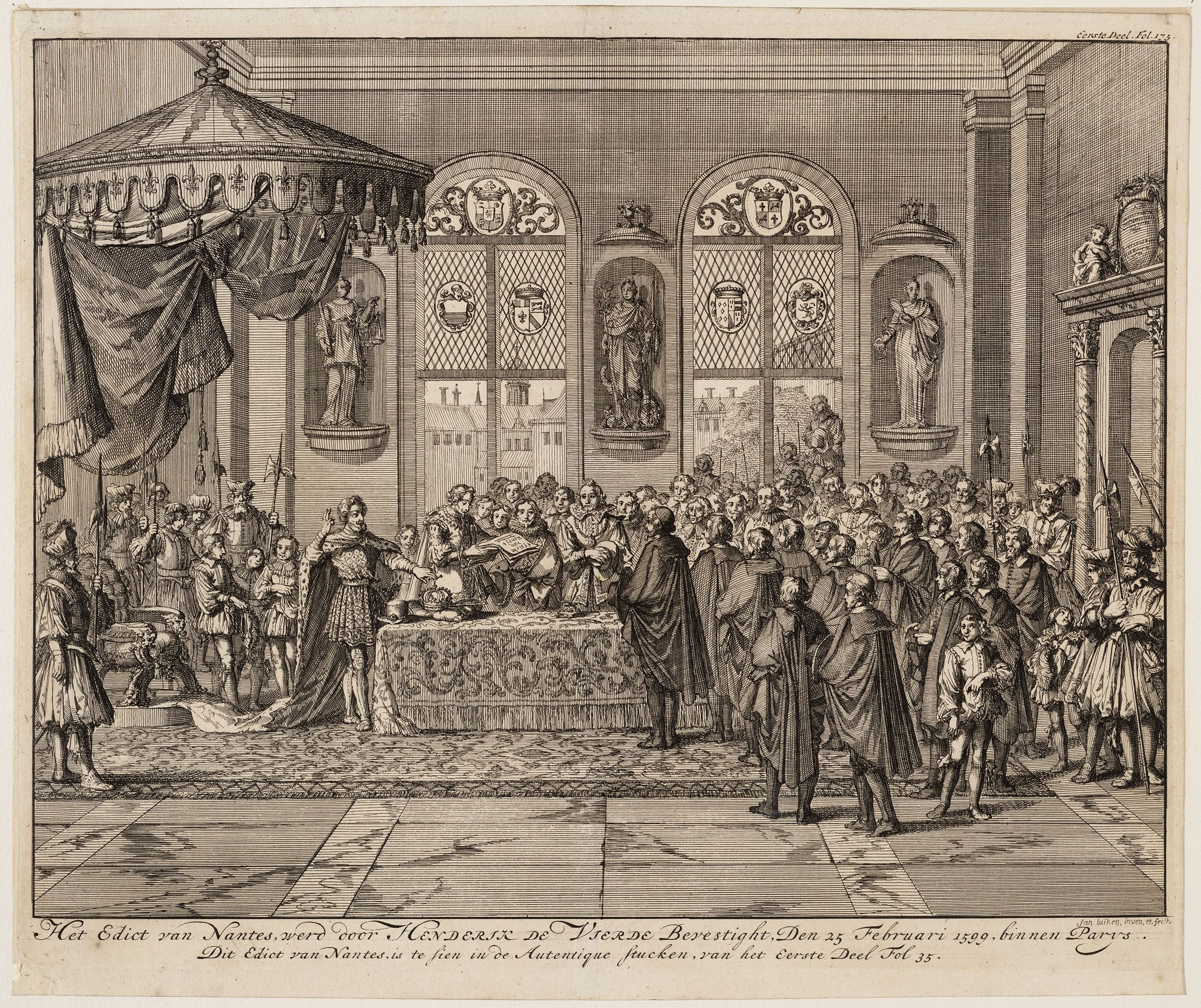
La main droite levée, le roi de France prête serment devant des dignitaires le 25 février 1599, date de l'enregistrement de l'édit de Nantes par le parlement de Paris. En réalité absent ce jour-là, Henri IV est de surcroît représenté incorrectement en souverain constitutionnel jurant sur la couronne plutôt qu'en monarque absolu imposant autoritairement l'édit aux magistrats parisiens.
Eau-forte hollandaise tardive et fantaisiste, gravée par Jan Luyken pour l'ouvrage d'Élie Benoist, Histoire de l'Édit de Nantes, … jusques à l'Édit de Révocation (1693),.

### Circonstances de la promulgation
L'édit de Nantes promulgué dans la capitale du duché de Bretagne, est daté d'avril 1598. Le sceau de l'exemplaire transmis au Parlement de Paris pour enregistrement est aujourd’hui de couleur brune, et certains historiens du XIXe siècle le voyaient jaune : on a donc cru qu'il n'avait pas été scellé avec de la cire verte, utilisée pour les édits perpétuels, mais avec de la cire jaune, comme un édit temporaire, ce en dépit des sources de l'époque (en particulier le registre d'enregistrement au Parlement). Des études faites sur la composition chimique du sceau montrent cependant qu'il contient bien un pigment vert : il semble que la cire utilisée par la chancellerie à cette époque ait été de mauvaise qualité. La thèse du calcul politique est donc exclue.
Rien ne prouve qu'il ait été promulgué au château des ducs de Bretagne dans lequel le roi séjournait, mais cette affirmation est reprise par plusieurs historiens tandis que d'autres disent, sans plus de preuves, mais s'appuyant sur la tradition populaire, que celui-ci aurait pu être signé dans une demeure baptisée maison des Tourelles, située au no 4 du quai de la Fosse (au niveau de la rue Maréchal-de-Lattre-de-Tassigny), hôtel particulier du plus riche marchand de la ville, André Rhuys,. Cette demeure a été détruite après avoir été endommagée lors des bombardements durant la Seconde Guerre mondiale.
Dans la même logique pacificatrice, Henri IV reçoit les ambassadeurs d'Angleterre et des Provinces-Unies qui tentent de le persuader de continuer la guerre contre l'Espagne, mais il refuse, tenant à mettre un terme à « tant d'années de souffrances, de malheurs et de calamités dans son royaume », comme le rapporte Sully.
Le 2 mai 1598, la paix de Vervins est signée entre la France et l'Espagne. Le royaume récupère toutes ses possessions au nord du pays et les troupes espagnoles quittent Le Pellerin et le Blavet. L'édit est donc l'aspect intérieur d'une pacification globale.

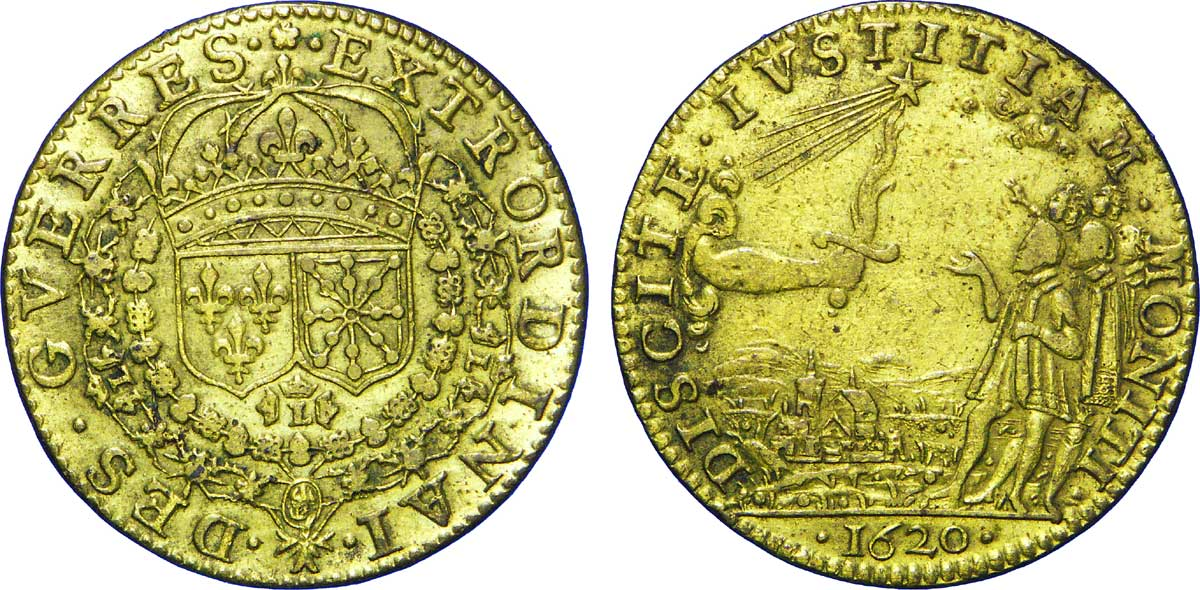
Médaille commémorant l'imposition de la loi commune (l'édit de Nantes) en Béarn par Louis XIII

### Contenu de l'édit
Le texte de l'édit comporte 92 (XCII) articles, puis 56 (LVI) « articles particuliers », ainsi que de deux « brevets », l'un du 3 avril, le second du 30 avril.
La formule systématiquement utilisée pour désigner le protestantisme est : « la Religion Prétendue Réformée » (52 occurrences).
Garantissant la liberté de conscience partout dans le royaume, l'édit accorde la liberté de culte, dans les lieux où le protestantisme était installé avant 1597, ainsi que dans 3 500 châteaux de seigneurs justiciers et dans deux localités par bailliage.
Dans certaines villes, notamment Bordeaux, Grenoble, et Castres, les protestants sont jugés par des tribunaux constitués pour moitié de protestants, appelés chambres mi-parties. C'est le cas de la Chambre de l'Édit de Castres, créée en 1576 et renforcée par l'Édit de Nantes.
Dans plusieurs villes, le culte protestant est interdit (Paris, Rouen, Dijon, Toulouse ou encore Lyon…) mais dans d'autres c'est l'inverse (Saumur, Sedan, La Rochelle, Montauban ou Montpellier). Pierre Miquel raconte que les catholiques « qui voulaient garder la foi de leurs pères ne pouvaient se rendre à l'église : elle était détruite, ou la porte en était barrée par des piquets, sur ordre d'un chef protestant ».[pas clair]
Les réformés recouvrent leurs droits civils, ont accès aux charges et aux dignités et peuvent ouvrir des académies, instituts de formation supérieure. Une dotation de 45 000 écus est prévue pour les pasteurs.
Environ 150 lieux de refuges sont donnés aux protestants pour une durée de huit ans dont 51 places de sûreté (notamment La Rochelle, Royan, Niort, Cognac, Saumur, Bergerac, Montauban, Montpellier, Nîmes, Alès, Briançon), 16 places de mariage ainsi que 80 places particulières appartenant à des nobles protestants. Ces places peuvent être défendues par une armée potentielle de 30 000 soldats.

### Les difficultés de l'enregistrement par les Parlements
L'édit est mal perçu lors de sa proclamation. En effet, les protestants se plaignent d'avoir peu obtenu, tandis que les catholiques s'indignent que le roi accorde des avantages aux protestants, si bien que ce texte suscite l'hostilité de quasiment tous les parlements du royaume à commencer par celui de Paris qui refuse l'enregistrement le 2 janvier 1599, obligeant le roi à convoquer des parlementaires au Louvre le 7 janvier, en les exhortant à l'obéissance pour restaurer l'État, dans un discours resté célèbre, en affirmant sa détermination à appliquer le traité et à l'imposer aux parlements. Les parlementaires persistent cependant, et exigent des modifications, concernant la composition de la Chambre de l'édit et la seconde ville de culte par bailliage. Ils obtiennent une réécriture de l'édit sur ces deux points. Il est enregistré le 25 février 1599 par le Parlement de Paris. La plupart des Parlements des pays d'états enregistrent l'édit en 1600 (le roi doit cependant envoyer une lettre de jussion au parlement d'Aix et deux au parlement de Rennes) et le Parlement de Normandie n'enregistre l'édit qu'en 1609.

### Points de vue sur l'édit de Nantes

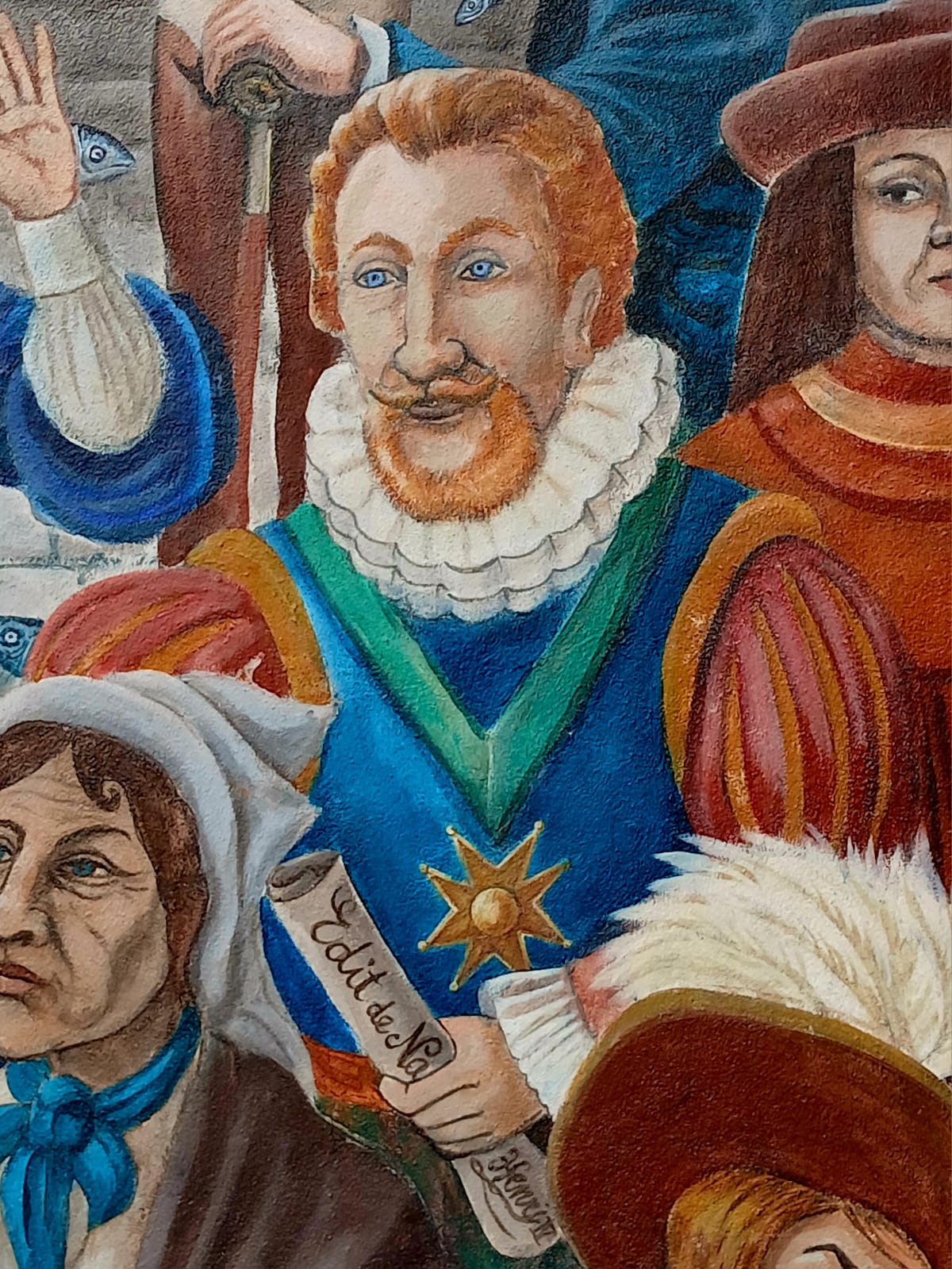
Henri IV tenant l'Edit de Nantes dans sa main, représenté sur Le Mur tombé du ciel.

L'édit de Nantes « ne fut pas un acte gracieux, dû à la volonté du roi, dans la plénitude de sa souveraineté, mais un traité dont les articles furent débattus comme avec des belligérants », selon Jacques Bainville. Pour Daniel Ligou, « il est bien évident que le parti protestant a traité avec Henri IV de puissance à puissance ». Ligou rappelle le jugement d'Émile-Guillaume Léonard sur l'édit, « qui faisait des protestants un corps religieux défavorisé et un corps politique favorisé ».
L'idée de tolérance n'apparaît pas dans l'édit. À cette époque, ce mot est connoté négativement. Il est synonyme d' « endurer » ou encore de « supporter ». « Si ce que nous nommons tolérance signifie accepter la pensée de l'autre comme aussi vraie que sa propre opinion, voilà qui est parfaitement impossible au XVIe siècle. Dans le domaine religieux, chacun est sûr de détenir la vérité. Connaissant cette dernière, sachant que l'autre est dans l'erreur et joue son destin éternel, il serait criminel de l'abandonner et de renoncer à ce que nous appellerons un droit d'ingérence pour le sauver, y compris par la force[source insuffisante] ». En 1586, Catherine de Médicis s'adresse au vicomte de Turenne : « le roi ne veut en ses États qu'une religion ». Ce à quoi le vicomte répond « Nous aussi. Mais que ce soit la nôtre »[source insuffisante].
Aux yeux des catholiques et des protestants, cet édit permet un état transitoire. En pratique, l'édit de Nantes marque un tournant dans l'histoire des mentalités : sa signature marque la distinction entre le sujet politique, qui doit obéir, quelle que soit sa confession, à la loi du roi, et le croyant, libre de ses choix religieux dorénavant cantonnés à la sphère privée.[source insuffisante]
Pour Pierre Joxe ce texte, communément présenté comme fondant la tolérance, n'a pas autant bénéficié aux protestants qu'on le croit[source insuffisante]. Pour certains chercheurs contemporains, l'édit aurait tout au contraire entériné la dominance catholique, limitant le culte protestant en certains lieux, tout en autorisant le catholicisme dans l'ensemble du royaume. Auraient ainsi été créées les conditions d'une recatholicisation de la France. De plus, l'édit aurait fondé, autour de la religion d'État dont le souverain est le pivot, l'absolutisme. Son aboutissement aurait été une véritable religion royale, qui culminera avec Louis XIV.[réf. nécessaire]
Au début des années 1980, l'essayiste catholique Jean Dumont estimait que ce texte n'a été qu'un cessez-le-feu à l'avantage des protestants, pris par Henri IV, faussement converti, pour avantager les huguenots, les concessions leur ayant été faites ayant été très supérieures à leur emprise réelle sur le terrain.[source insuffisante] Les protestants ont en particulier obtenu le contrôle de La Rochelle qui est alors le premier port négrier de France. Les négriers et pirates payaient 10 % de leurs revenus au parti protestant de l'amiral Coligny. C'est ce qui motivera les deux sièges de La Rochelle[réf. nécessaire].

## L'application de l'édit, de Henri IV au cardinal Mazarin (1598-1661)

Protestant de France

Henri IV réussit un tour de force en maintenant dans son royaume les deux religions. Mais il disparaît, assassiné, en 1610. Marie de Médicis ne possède pas l'habileté politique de son mari, il s'en faut de peu pour que les guerres de Religion reprennent de plus belle. Mais Richelieu parvient par la force à éviter à la France le retour au chaos. Richelieu n'étant point éternel, le royaume, à cause des Parlements, puis des princes, va s'enfoncer dans une période noire et désastreuse : la Fronde. Mazarin et Anne d'Autriche, qui assurent la régence, sortiront vainqueurs de cette période.

### La première période d'application (1598-1629)
L'édit de Nantes, signé en 1598 par Henri IV, mettait fin à 36 ans de guerres de religion. Il s'ensuit une période de paix véritable.
La France est, avec la Navarre, un des rares pays d'Europe admettant officiellement le catholicisme et le protestantisme.
Une fois l'édit signé, Henri IV exige qu'il soit promulgué. Les autorités catholiques essayent de l'empêcher. Les parlements ne pouvant admettre qu'il y ait deux « religions » dans l'État refusent d'enregistrer l'édit. Le parlement de Paris ne cède qu'après un an, en 1599, et ceux de Toulouse, Dijon, Aix et Rennes au bout de deux ans, tandis que celui de Rouen n'enregistre l'édit qu'en 1609, au bout de onze ans.

### La révocation des clauses militaires (1629)
Le versant militaire de l'édit de Nantes, à savoir la possibilité pour les protestants de conserver des places fortes militaires, est révoqué sous le règne de Louis XIII, par la promulgation de l'édit de grâce d'Alès (28 juin 1629).

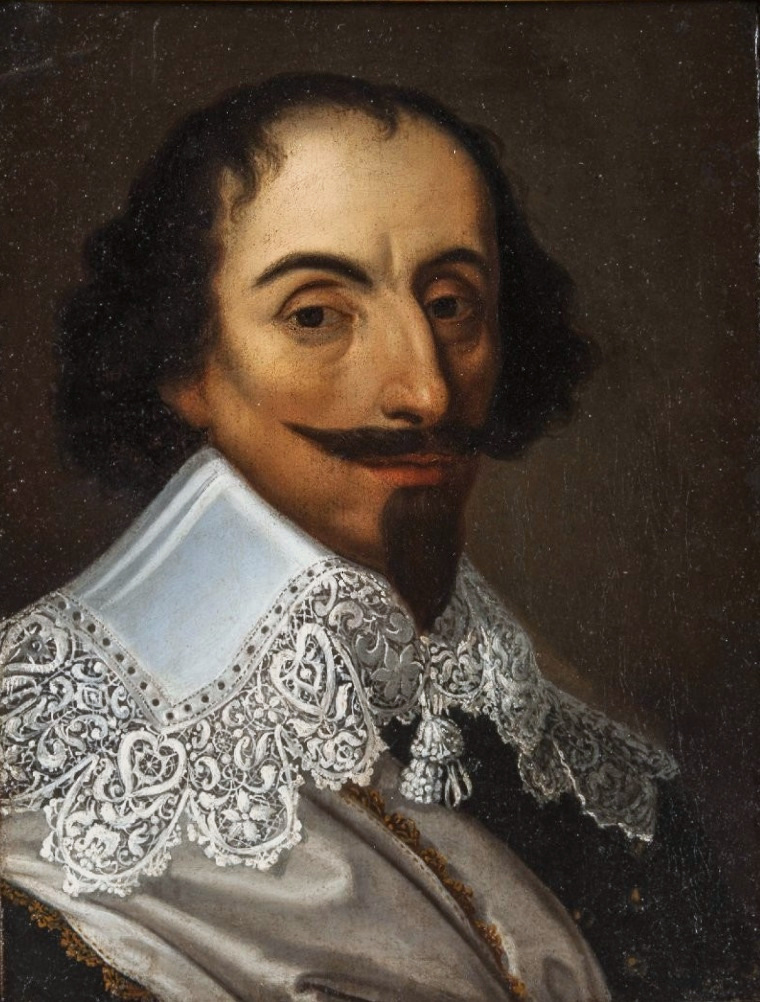
Henri II de Rohan.

Cet édit est la conséquence de la victoire remportée par le cardinal Richelieu au terme du siège de la Rochelle en 1628.
L'édit d'Alès interdit les assemblées politiques et supprime les places de sûreté protestantes, mais maintient la liberté de culte dans tout le royaume, sauf à Paris.

### Après la paix d'Alès (1629-1661)
Le 17 juin 1629, Alès assiégée se rend à Louis XIII. Les négociations entamées entre le cardinal de Richelieu, les députés des Églises réformées de France et le duc de Rohan se concluent le 27 juin 1629 par la signature de la grâce d'Alès, qui confirme les libertés de conscience et de culte accordées par l'édit de Nantes en 1598, mais qui supprime les privilèges politiques et militaires des huguenots. Cet acte met fin aux guerres civiles surnommées guerres de religion, qui ont ensanglanté le royaume de France de 1562 à 1598, puis dans une moindre mesure de 1621 à 1629.
En rappelant que seule l'obéissance au souverain de tous les sujets, quelle que soit leur religion, est susceptible de garantir la concorde civile, Louis XIII et Richelieu consolident l'autorité royale, et affermissent l'État absolu naissant. En même temps, la fin du « parti huguenot » place la minorité confessionnelle dans une position de faiblesse que l'application à la rigueur de l'édit de Nantes sous Louis XIV ne fera que détériorer jusqu'à sa révocation – qui est aussi celle de la grâce d'Alès – en 1685.

## Le règne personnel de Louis XIV (à partir de 1661)

Louis XIV, par Hyacinthe Rigaud.

### La période de modération vigilante (1661-1679)
Phase qui consiste à convaincre les protestants de se convertir à la religion officielle de l'État, le catholicisme. L'État s'appuie sur une interprétation très stricte de l'édit de Nantes : il va être attentif à ce que l'on respecte ce qui est autorisé, mais tout ce qui n'est pas explicitement autorisé, c'est-à-dire écrit, est interdit. La monarchie fait mener des enquêtes et procède à des interdictions (destructions de temples construits sans autorisation). Ces interdictions sont accompagnées de toute une législation restrictive, autrement dit une publication de décrets qui expliquent ce qu'il n'est plus possible de faire pour les protestants (2 vagues : 1661-1663, et 1670-1671). Par exemple, en 1671, un arrêt est promulgué dans le domaine de l'éducation. L'État interdit l'enseignement de la Bible dans les écoles protestantes, les professeurs n'ont le droit d'enseigner que l'écriture, la lecture et l'arithmétique. Cette mesure n'empêchera néanmoins pas les maîtres d'écoles protestants de faire la promotion du protestantisme.
Cette phase que l'on peut qualifier de modérée échoue. Les protestants résistent très bien à ces interdictions, comme en témoigne l'absence de conversions massives, surtout dans les régions du Dauphiné, du Languedoc, de la Normandie, du Poitou-Aunis, et également à Paris, principaux foyers protestants.

### Le durcissement (1679-1685)

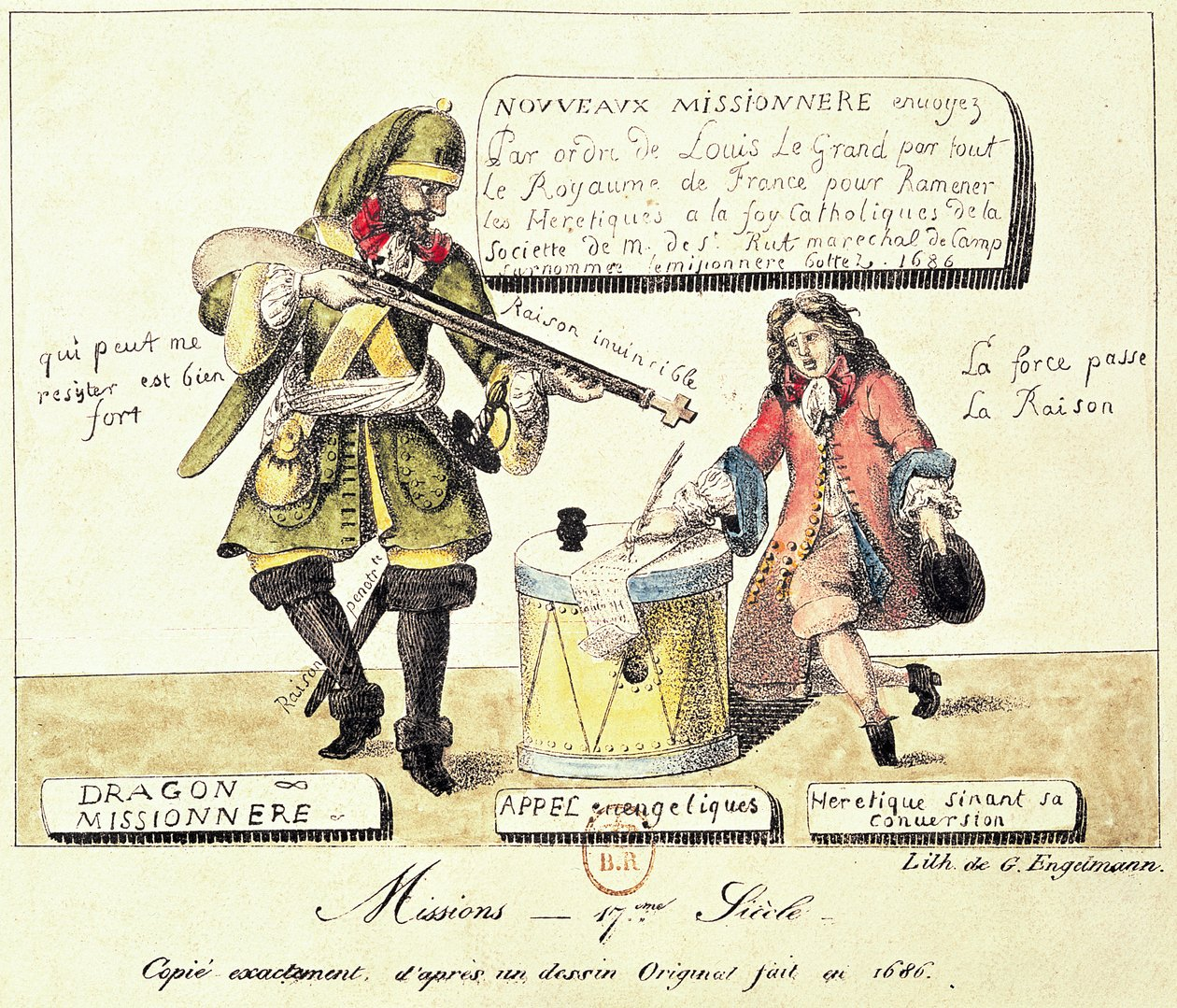
Le dragon missionnaire.

C'est au cours de ces six années que le pouvoir royal, essuyant l'échec de sa politique modérée, passe réellement à l'action. La politique des décrets qui tend à tout interdire aux protestants s'intensifie (par exemple, 52 décrets en 1685). Il s'agit d'une restriction très sévère — les protestants sont désormais exclus des offices et des professions libérales ; les mariages entre catholiques et protestants sont interdits ; les enfants protestants sont convertis d'autorité dès l'âge de sept ans, sans l'autorisation des parents. C'est à partir de l'année 1679 que les protestants français commencent à émigrer par milliers vers les principaux pays protestants, à savoir la Suisse, l'Angleterre et les Provinces-Unies, principalement.
À la violence légale s'ajoute la violence physique, c'est-à-dire la violence militaire. Louis XIV utilise un corps de troupe réputé pour sa cruauté, les dragons, dont les persécutions brutales sont appelées dragonnades. La loi oblige désormais les habitants à loger ces militaires de passage. Les protestants les plus aisés sont chargés de cet hébergement et se ruinent à entretenir ces soldats. En retour, ces derniers ne montrent aucun respect pour leurs hôtes et vont jusqu'à user de violence physique envers les membres de la famille. La méthode est appliquée dans toutes les provinces du royaume. Sous l'effet de la peur provoquée par l'arrivée des dragons, les conversions et les départs à l'étranger se multiplient.
Cet apparent succès pousse Louis XIV à aller au bout de son idée, à savoir révoquer définitivement l'édit qu'avait promulgué son grand-père.

### La révocation: l'édit de Fontainebleau (1685)

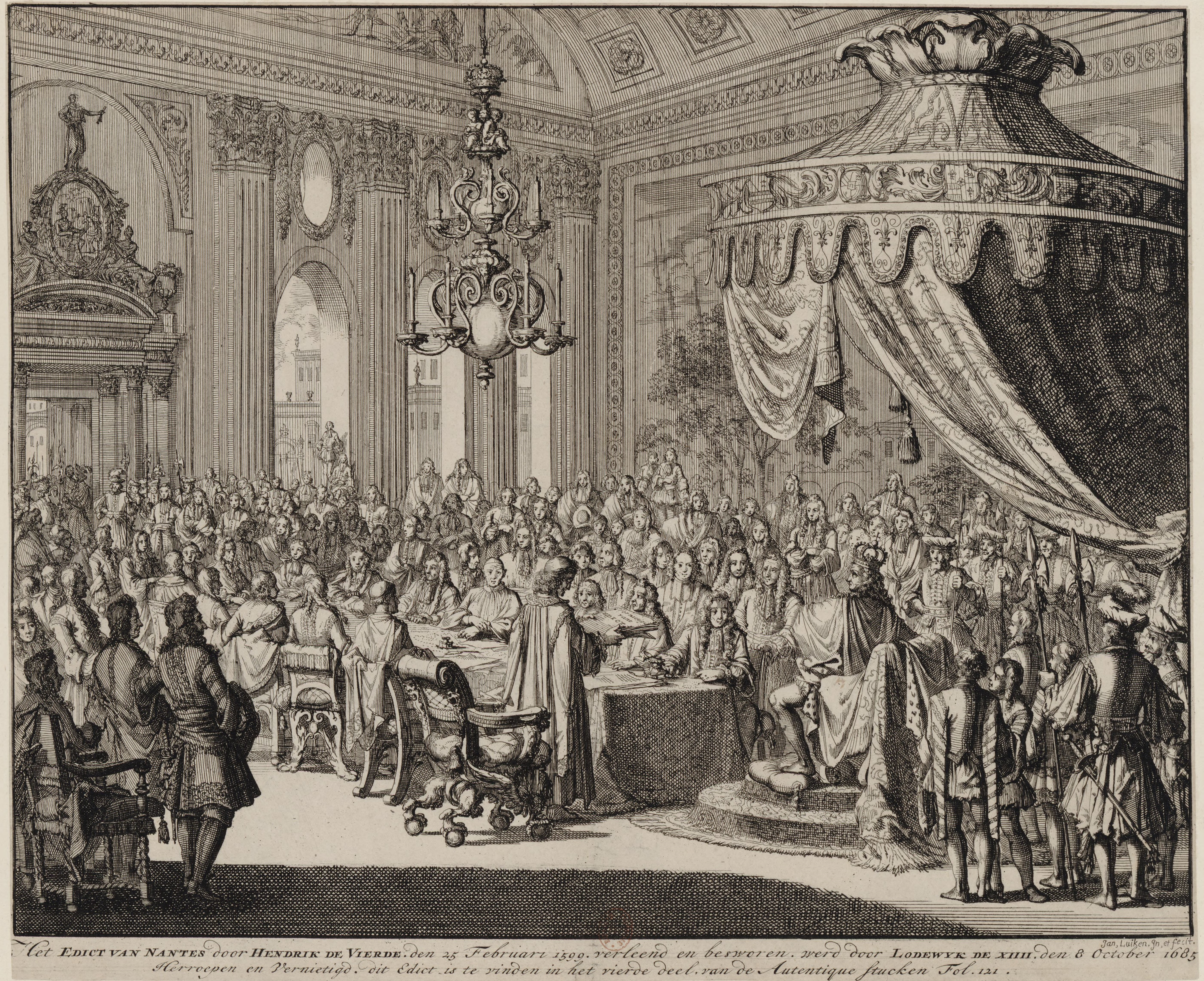
Révocation de l'édit de Nantes par Louis XIV.
Gravure de Jan Luyken, fin du XVIIe siècle.

Pour achever cette politique importante, Louis XIV révoqua le versant religieux de l'édit de Nantes en signant l'édit de Fontainebleau, contresigné par le chancelier Michel Le Tellier, et enregistré au parlement de Paris le 22 octobre 1685. Le protestantisme devenait dès lors interdit sur le territoire français (excepté en Alsace où l'édit de Nantes ne fut jamais appliqué, cette région n'étant intégrée au royaume qu'en 1648).

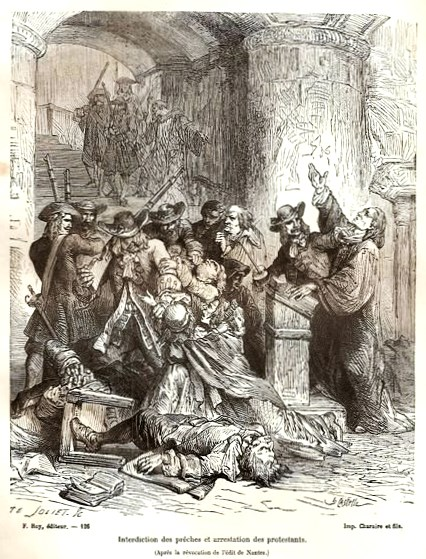
Interdiction des prêches et arrestation de protestants à Paris après la révocation de l'édit de Nantes.

Une déclaration du roi, en date du 1er juillet 1686, durcit les mesures déjà prises. Tout homme donnant asile à un ministre du culte protestant sera puni des galères, tandis que les femmes seront « rasées et enfermées » ; la tenue d'assemblées est passible de la peine de mort ; toute dénonciation menant « à la capture d'un Ministre [sera] récompensée ».
Cette révocation entraîne l'exil d'au moins 200 000 protestants (sur les 800 000 que comptait le royaume à la fin du XVIIe siècle). La révocation de l'édit de Nantes peut être considérée comme une erreur commise par Louis XIV, qui contribua à appauvrir et affaiblir encore plus le pays, déjà ravagé à la fin de son règne par les calamités naturelles, qui affectent les récoltes, et par le coût des guerres et dragonnades engagées.
Cette décision a non seulement des conséquences humaines dramatiques, mais son coût en guerres et en soulèvements armés de protestants, comme la guerre des camisards des Cévennes, est élevé. À la suite de ces événements, le nombre des protestants vivant en France connaît une très forte érosion, par le massacre, l'assassinat, la fuite, l’exil ou la conversion progressive au catholicisme.
Outre le fait que les puissances étrangères furent toutes scandalisées par cet édit, ce dernier ne règle pas la question protestante, car il y a beaucoup de conversions de façade, que le clergé catholique dénonce auprès d'un Louis XIV, dépassé par cette question protestante, pressé lui-même par le parti des dévots. Cette révocation n'a fait que compliquer la situation, car maintenant les protestants se cachent et ne travaillent plus pour le Royaume de France. En 1698, Louis XIV recommande d'éviter la violence, dans le but de respecter l'édit de Fontainebleau. Il reconnaît implicitement que le protestantisme existe toujours.
De grandes voix se sont élevées contre les effets pervers d'une telle politique. Vauban adresse un mémoire à Louvois ainsi qu'à Mme de Maintenon ; Saint-Simon dénonce « ce complot affreux, qui dépeupla un quart du royaume, qui ruina son commerce, qui l'affaiblit dans toutes ses parties, etc. ».
Sous les successeurs de Louis XIV, le protestantisme resta interdit, mais l'interdiction fut appliquée de façon progressivement moins militante, et de nombreuses communautés protestantes purent, de ce fait, subsister.
Il fallut attendre près d'un siècle, pour qu'en 1787, Louis XVI institue, par l'édit de Versailles, l'édit de tolérance qui mit officiellement fin aux persécutions qui visaient l'exercice de la religion protestante en France. La Révolution française de 1789 redonne un total droit de cité aux protestants et restitue la nationalité française à ceux qui l'avaient perdue, en quittant le royaume pour échapper aux persécutions.
La croix huguenote fut créée, selon plusieurs sources, par l'orfèvre nîmois Maystre, trois ans après la révocation de l'édit de Nantes.

### Sources primaires
- Élie Benoît, Histoire de l'édit de Nantes, contenant les choses les plus remarquables qui se sont passées en France avant et après sa publication à l'occasion de la diversité des religions. Jusqu'à l'édit de révocation en octobre 1685, chez Adrien Beman, Delft :
  - tome 1, 1693 (lire en ligne) ;
  - tome 2, 1693 (lire en ligne) ;
  - tome 3, 1re partie, 1695 (lire en ligne) ;
  - tome 3, 2e partie, 1695 (lire en ligne) ;
  - tome 3, 3e partie, 1695 (lire en ligne).